# Wellston (Oklahoma)
Wellston – miasto w Stanach Zjednoczonych, w stanie Oklahoma, w hrabstwie Lincoln.